# Nockenschalter

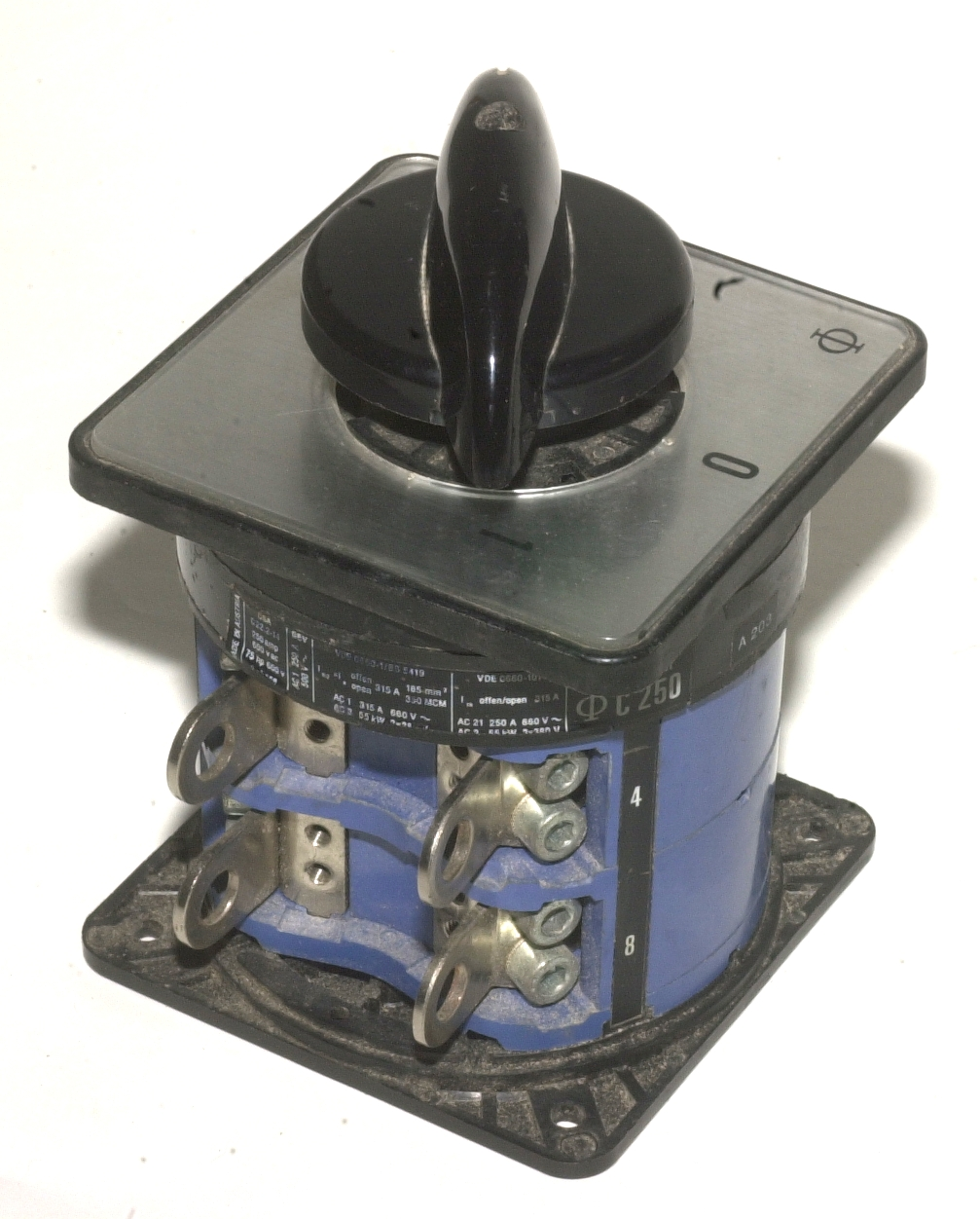
Nockenschalter

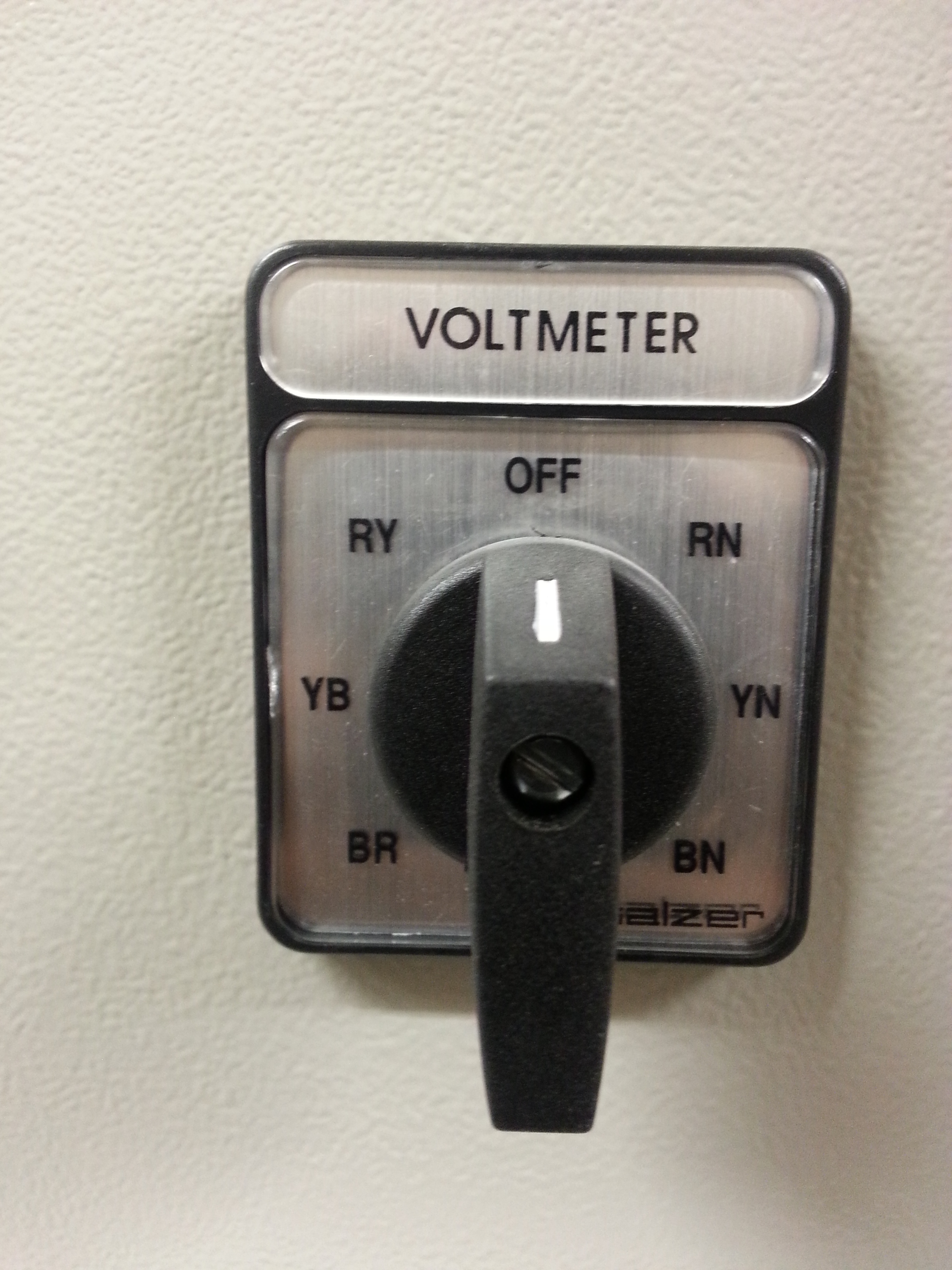
Eingebauter Nockenschalter als Umschalter für ein Voltmeter

Nockenschalter sind eine Bauform elektrischer Schalter, welche unterschiedlichste Schaltfunktionen mit Niederspannung umsetzen können. Sie können je nach Konfiguration als vielpolige Ausschalter, Hauptschalter, Stufenschalter, Umschalter oder auch Motorschalter verwendet werden. Sie stellen eine robuste Bauform des Drehschalters dar. Das wesentliche Merkmal ist eine im Inneren des Schalters angebrachte Nockenwelle aus abriebfestem leitendem Material, welche einen oder mehrere elektrische Kontakte trägt. Durch Drehen dieser Nockenwelle werden die Kontakte geöffnet oder geschlossen, der Antrieb erfolgt manuell durch einen außen angebrachten Drehgriff, welcher auch den jeweiligen Schaltzustand anzeigen kann. Oft sitzen auf einer Welle mehrere Nocken, die gleichzeitig mehrere Kontaktpaare schalten bzw. umschalten.
Nockenschalter werden in elektrischen Geräten und bei elektrischen Verteilern eingebaut. Zum Beispiel können durch Nockenschalter die verschiedenen Transformatorwicklungen bei Schweißstromquellen mit Transformator ausgewählt und Stromstärke und Spannung variiert werden. In elektrischen Verteilern haben Nockenschalter eine gewisse Bedeutung, auch wenn das Schalten mittels Schütz nicht wirtschaftlicher ist und auch keine Fernsteuerbarkeit gefordert ist.

## Geschichte
Das Nockenschalterprinzip soll Friedrich Natalis, seit 1897 Mitarbeiter der Schuckert-Werke (später Siemens-Schuckertwerke) bereits vor 1900 in Deutschland entwickelt haben. Jedoch lieferte schon 1895 Sigmund Schuckert, Gründer des Elektrotechnikunternehmens Schuckert & Co. Stufenschalter mit Nockenwalzen und unter Federdruck stehenden Einzelschalter (Siemens & Halske DRP 88586). So bürgerte sich im Laufe der Jahre für solche und ähnliche Geräte die Bezeichnung Nockenschalter ein.
In den Kleingerätebau hielt der Nockenschalter seinen Einzug vermutlich erst Anfang der 1930er Jahre. 1931 brachte das amerikanische Unternehmen General Electric ihren Schalter SBl heraus, einen 20-A-Hilfsstromsteuerschalter, welcher ein miniaturisiertes Abbild der großen Hauptstromsteuerschalter. Die Geräte besaßen Einfachunterbrechung und Silbertastschaltstücke, in einzelnen Fällen waren sie mit einem Schnappmechanismus ausgerüstet.
1949 stellte Kraus & Naimer den ersten – nach Baukastenprinzip – konstruierten Nockenschalter der Welt vor. Die Vielzahl der Kombinationsmöglichkeiten und die umfangreiche Zusatzausrüstung als charakteristische Merkmale waren maßgeblich verantwortlich für die spätere Entwicklung von Nockenschaltern als Industriestandard.
Kraus & Naimer entwickelte den seit 1994 am Markt befindlichen weltkleinsten Nockenschalter (Modell CA4N).